# Marisol Argueta de Barillas
Marisol Argueta de Barillas (El Salvador, 6 d'abril de 1968) és una advocada política i directora sènior, Sector d'Amèrica Llatina, en el Fòrum Econòmic Mundial (World Economic Forum). Anteriorment va ser Ministra de Relacions Exteriors d'El Salvador, nomenada el 16 de gener de 2008 pel llavors president Elías Antonio Saca, després de la dimissió de Francisco Esteban Laínez Rivas, fins a la renovació governamental l'1 de juny de 2009.
Va dirigir el XVIII Cim Iberoamericà 2008, la Conferència Internacional sobre el Finançament pel Desenvolupament pels Països d'Ingressos Medis i la Signatura de l'Acord de Pau salvadorenc.
La seva experiència en el sector privat inclou càrrecs com són la Vicepresidenta d'Inter-Publix i del grup Newlink.
Advocada de professió, Marisol Argueta de Barillas va obtenir la seva llicenciatura per l'Acadèmia Britànica Cuscatleca i, després, un mestratge per la Universitat Dr. José Matías Delgado, en Antic Cuscatlán i un postgrau en diplomàcia per la Universitat d'Oxford. També es va perfeccionar en l'Acadèmia Internacional de la Pau, en Harvard University i en New York University. A més, ha estat professora adjunta de Dret Constitucional i Dret Polític en una universitat privada a El Salvador i ha escrit sobre assumptes internacionals i integració regional.
Ha estat una Jove Líder Global del Fòrum Econòmic Mundial i ha rebut condecoracions nacionals de diversos països i premis, entre ells, Best Professional 2008 de la Universitat Dr. José Matías Delgado d'El Salvador. Abans de convertir-se en Ministra de Relacions Exteriors el 2008 es va exercir com a assessora del seu predecessor i Directora General de Polítiques Exteriors del Ministeri de Relacions Exteriors.
També va ocupar càrrecs com a Ministra Consellera en l'Ambaixada d'El Salvador a Washington, D.C. i com a Representant Alterna en la Missió Permanent d'El Salvador davant l'Organització de les Nacions Unides a Nova York, de 1990 a 1997.

## Honors
- Cofundadora de Vital Voices - capítol El Salvador.

Membresies
- Consells de FUSATE i Llars CREA, El Salvador.
- Aspen Institute's Central American Leadership Initiative.